# KK Vršac
Košarkaški klub Vršac (serb. Кошаркашки клуб Вршац) – klub koszykarski z siedzibą w Vršac w Serbii. Obecnie występuje w Košarkaška Liga Srbije. Swoje mecze rozgrywa w pięciotysięcznej hali Centar Milenijum. Klub został założony w 1946 roku.

## Historia nazw
KK Jedinstvo
1946–1959
KK Mladost
1959–1967
KK Inex Brixol
1967–1977
KK Agropanonija
1977–1981
KK Vršac
1981–1989
KK Inex
1989–1992
KK Hemofarm
1992–2012
KK Vršac
2012–obecnie